# Winterthrough
Winterthrough è un album degli Höstsonaten pubblicato nel 2008.

## Tracce
1. Entering The Halls Of Winter – 10:12
2. Red Sky – 3:42
3. White Earth – 1:20
4. Snowstorm – 3:17
5. Over The Plain – 2:04
6. The Crystal Light – 6:46
7. Outside – 2:17
8. Ruins – 2:17
9. Through Winter's Air – 1:41
10. Rainsuite – 12:41